# Necrópolis Son Real

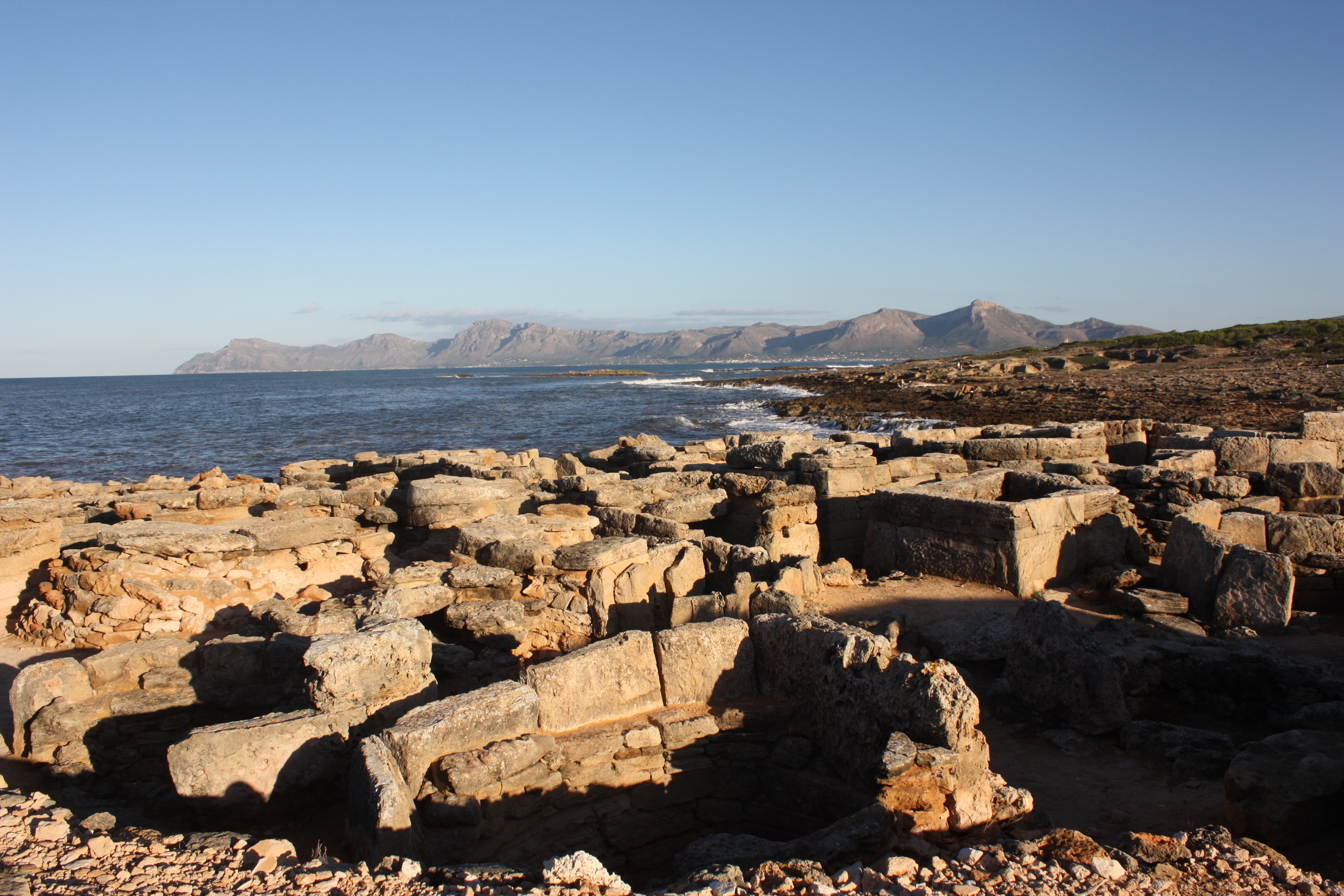
NCS 1

Necrópolis de Son Real es un yacimiento arqueológico, concretamente una necrópolis talayótica, las construcciones datan desde el siglo VII a. C. hasta el I a. C. compuesto por ciento diez sepulcros, encontramos diferentes formas para estos desde plantas circulares, cuadradas, rectangulares o absidiales. Las más alejadas del mar se encuentran en un alto grado de conservación y las más cercanas están muy erosionadas, algunas incluso derrumbadas. No es sencillo llegar pero hay un camino señalizado o adecuado para el turismo: (39°45′33″N 3°10′08″E / 39.7590829, 3.1689091).

## Localización
El yacimiento se encuentra en el municipio de Santa Margarita (Mallorca, España) en la bahía de Alcudia. Es de propiedad pública, la localización en coordenadas UTM son X:5153710, Y:4.400.830. El acceso es a pie o vía marítima. Por vía terrestre el camino no está acondicionado ni señalizado, desde que se estaciona el vehículo en la posesión de Son Real o el hotel Son Bauló el trayecto dura aproximadamente veinte minutos y la distancia a recorrer mil trescientos metros por la costa.

## Grado de conservación
El grado de conservación teniendo en cuenta el entorno es bueno, son  ciento diez construcciones de carácter funerario. Presentan una altura media de entre cien y ciento-cincuenta centímetros y están construidos con piedras de las cuales se conservan la gran mayoría.
El yacimiento no presenta ningún tipo de vegetación, no tiene ningún itinerario señalizado solo encontramos un panel corroído por el sol que nos indica la localización pero no el camino. 

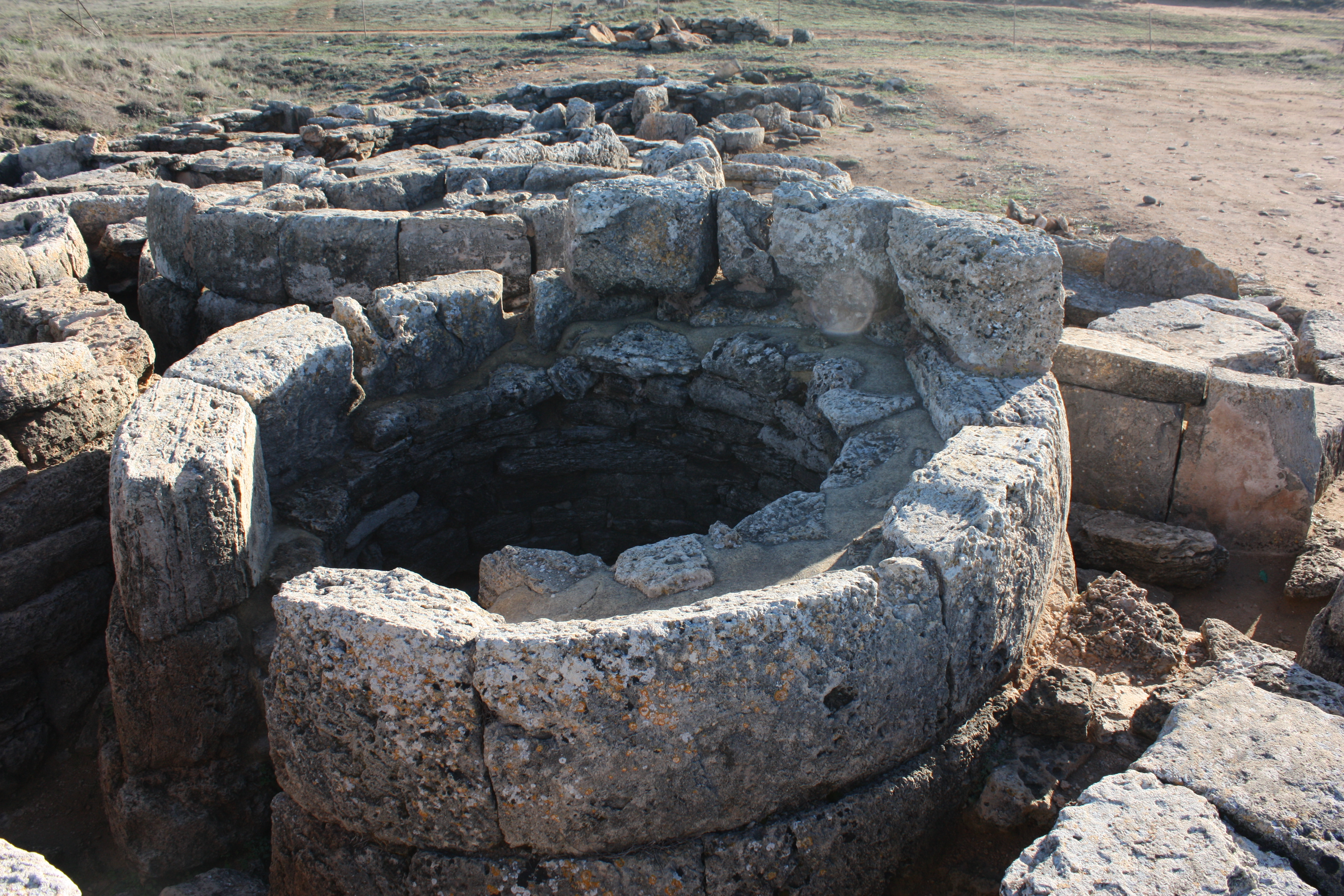
NCS 2

## Descripción del yacimiento
En las décadas de 1950 y 1960 se realizaron excavaciones y en 1965 Rosselló hizo los hallazgos más importantes
Las estructuras presentan diferentes plantas desde circular hasta cuadrangular. Su forma está condicionada por la época en que fueron construidas. Las de planta circular son las más antiguas y datan aproximadamente del siglo VII a. C., las que tienen formas de herradura datan del siglo V a. C., y las cuadrangulares datan desde el siglo IV al I a. C.
Las estructuras de tamaño medio presentan una media de una longitud de dos cientos cincuenta centímetros y un ancho de aproximado de dos cientos centímetros, con una altura de media de noventa centímetros.
Se encontraron los restos aproximadamente de una trescientas personas, indicios de la celebración de banquetes funerarios, restos de joyas, diferentes utensilios de metal, cerámicas y  restos animales. Además se dedujo que las tumbas eran solo para las personas que pertenecían a la aristocracia pero que con el tiempo su uso se fue extendiendo.

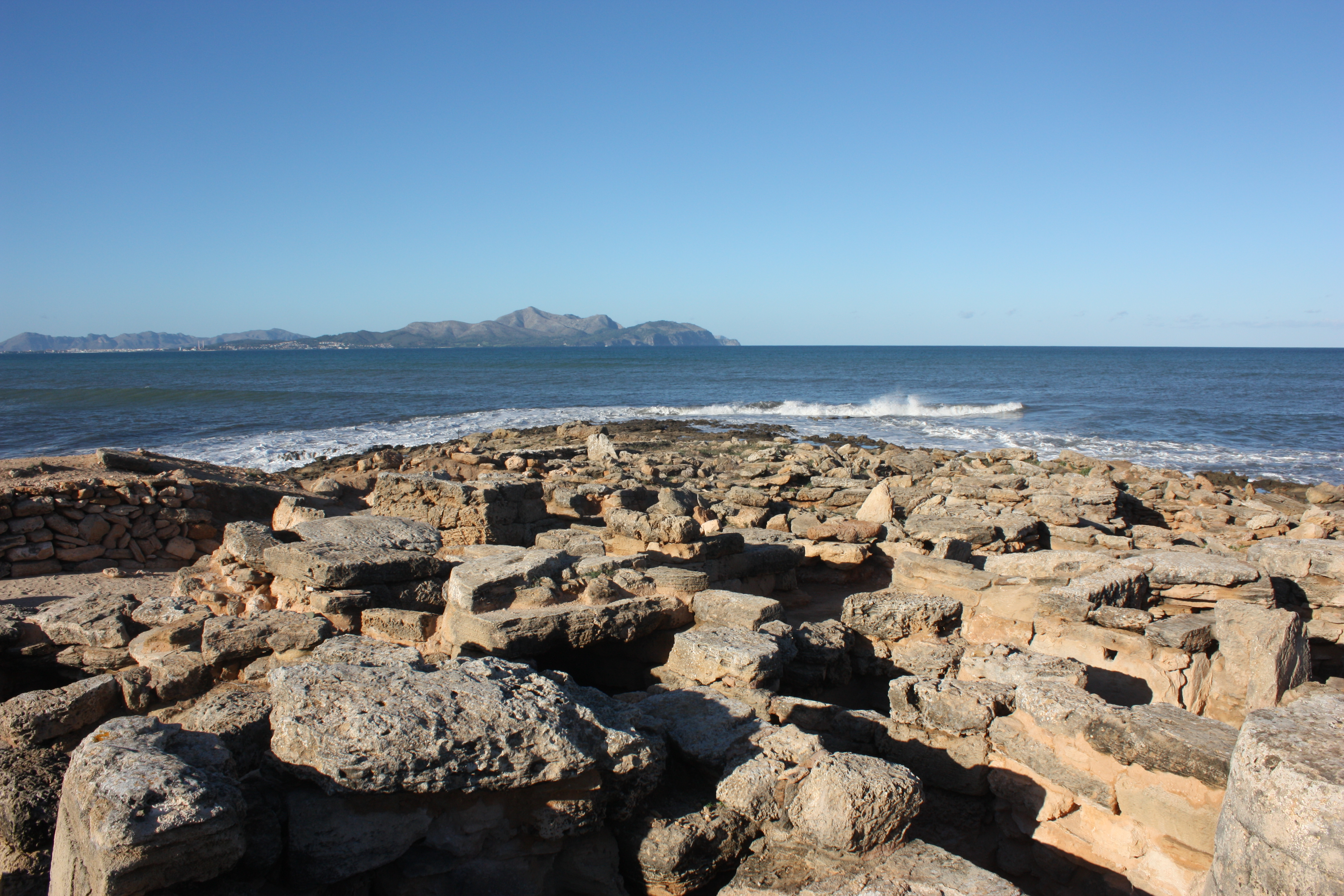
NCS 3

## Interpretación del yacimiento
Se trata de una necrópolis, su función era claramente funeraria y ritual. Es un yacimiento único en España y toda la mediterránea. Sus funciones eran dar sepultura a los muertos pero el ritual fue variando, según la época utilizaban la inhumación o  incineración; y la celebración de banquetes y rituales. Su aspecto es muy importante ya que un alto grado de conservación permitió recuperar muchos restos humanos, y materiales para la identificación de las costumbres de los hombres de aquella en las Islas Baleares. Además también se trata de unas construcciones únicas en toda la mediterránea.